# Jubilate-Kirche (Grund)

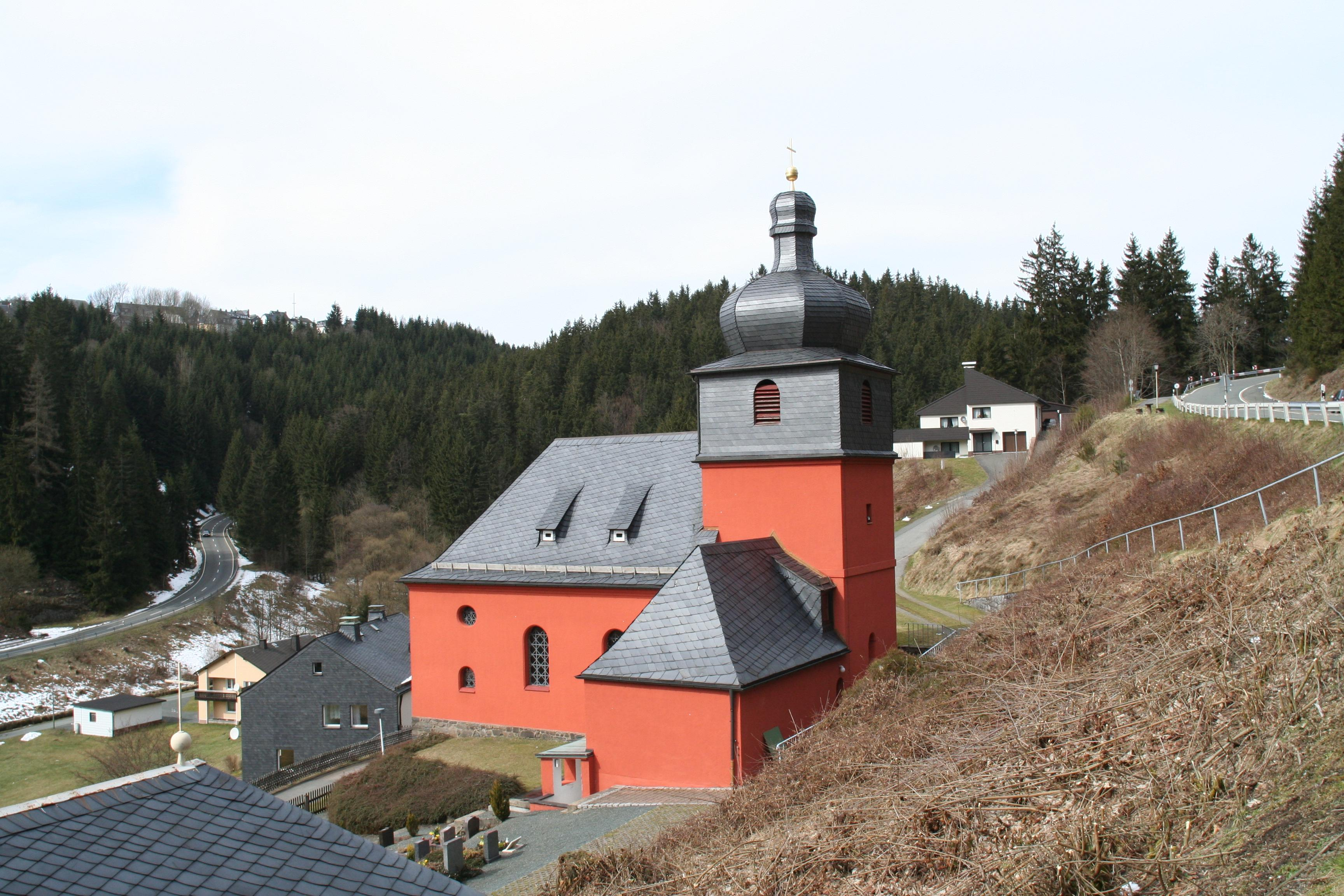
Jubilate-Kirche in Grund bei Nordhalben

Die evangelisch-lutherische Jubilate-Kirche steht in Grund, einem Gemeindeteil des Marktes Nordhalben im oberfränkischen Landkreis Kronach. Der denkmalgeschützte Saalbau wurde 1926 eingeweiht.

## Geschichte
Das Gotteshaus befindet sich am Osthang oberhalb des Flusses Rodach, der die ehemalige Grenze zwischen dem Markgraftum Bayreuth und dem Hochstift Bamberg markierte, die gleichzeitig die evangelisch-katholische Glaubensgrenze war. Die Protestanten aus Heinersberg und Grund sowie den weiteren Gemeindeteilen waren früher nach St. Jakobus im 6,5 Kilometer entfernten Geroldsgrün gepfarrt. Eine evangelische Bekenntnisschule gab es in Heinersberg seit dem 19. Jahrhundert. Der stetige Zuzug von evangelischen Christen führte 1908 zur Gründung des Betsaalvereins Nordhalben-Grund-Heinersberg. Ab 1909 wurde im Haus der Witwe Schlee in Grund alle vier Wochen ein Gottesdienst gefeiert. Der Einrichtung eines exponierten evangelisch-lutherischen Vikariats in Heinersberg im Jahr 1924 folgte 1925 gemäß dem einstimmigen Beschluss des Betsaalvereins der Bau einer Kirche auf einem geschenkten Bauplatz in Grund, die am 25. Juni 1926 eingeweiht wurde. Der benachbarte Friedhof wurde 1929 eröffnet. Im Jahr 1957 ließ die Gemeinde an den Kirchturm einen Gemeindesaal anbauen. Renovierungen und Restaurierungen folgten unter anderem in den Jahren 1957, 1968 und 1971.
Seit 1969 ist die evangelische Kirchengemeinde Heinersberg-Nordhalben eine selbstständige Pfarrstelle. Zum Kirchensprengel gehören neben Heinersberg und Nordhalben die Orte Steinwiesen, Nurn, Neufang sowie Birnbaum.

## Architektur

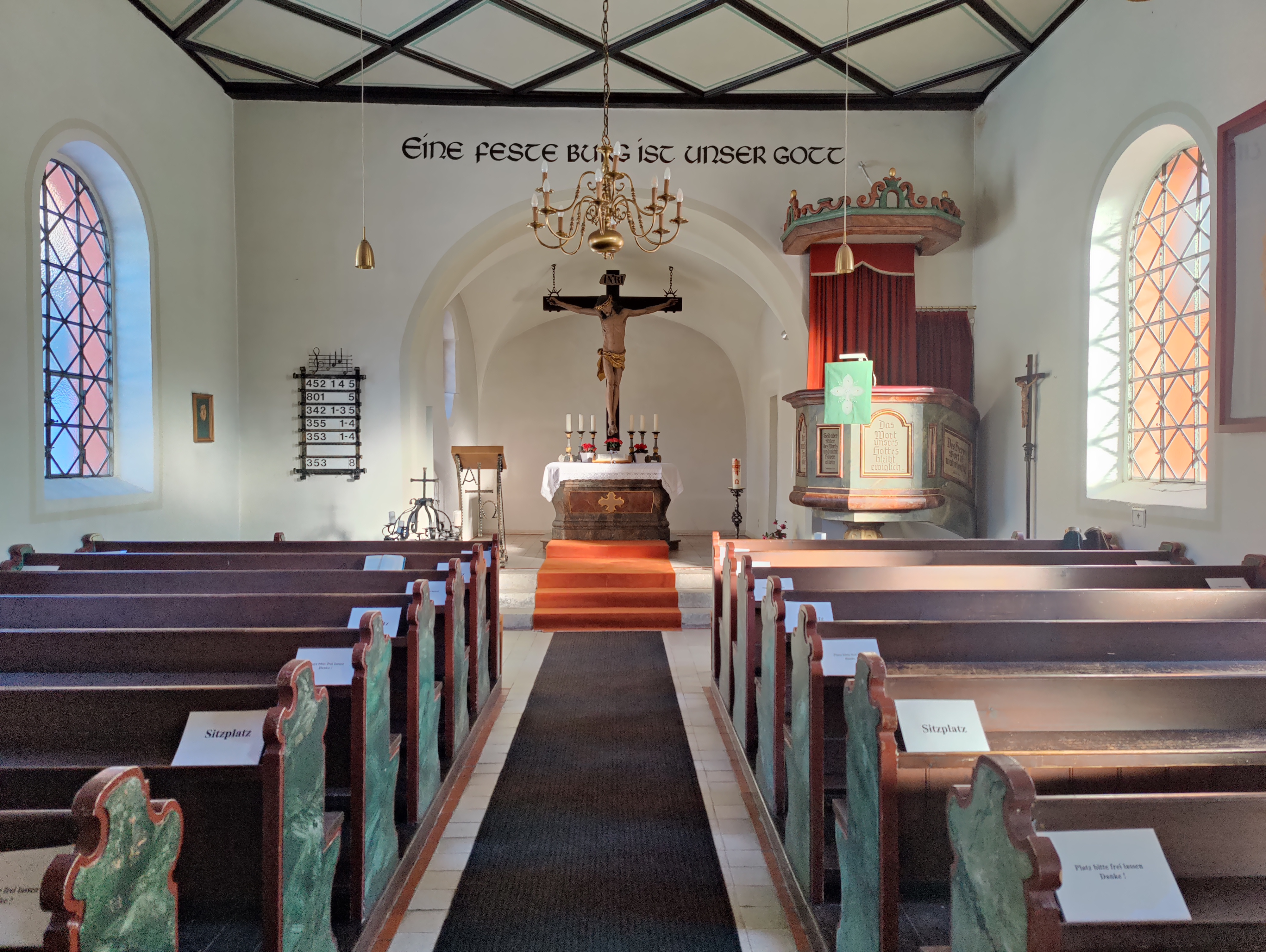
Innenraum

Die nach Plänen des Architekten Köppel im neubarocken Stil errichtete Kirche ist ein einschiffiger Saalbau mit einem abgewalmten, verschieferten Dach. Sie hat einen eingezogenen, dreigeschossigen Chorturm mit einer verschieferten Zwiebel und einem überwölbten Chorraum. Eine hölzerne Flachdecke überspannt das Langhaus mit einer eingeschossigen Orgelempore.

## Glocken
Im Kirchturm hängen drei Bronzeglocken. Die älteste Glocke mit 71,4 cm Durchmesser und dem Schlagton des" +6 wurde 1789 in Würzburg gegossen. Die beiden anderen Glocken mit 85,4 cm Durchmesser und dem Schlagton b' +5 sowie 63,7 cm und es" +5 entstanden 1953 bei der Glocken- und Kunstgießerei Rincker in Sinn. Sie ersetzten zwei im Zweiten Weltkrieg eingeschmolzene Glocken.

## Orgel
Die Orgel stellte 1959 Walcker Orgelbau aus Ludwigsburg auf. Das Instrument wurde am 19. April 1959 eingeweiht und verfügt über sechs Register auf einem Manual sowie Pedal.